# Bohemian Like You
Bohemian Like You è un singolo dei Dandy Warhols, secondo singolo estratto dall'album Thirteen Tales From Urban Bohemia, pubblicato nel 2000.
Il brano viene ricordato anche per il suo videoclip, nel quale erano presenti due nudi integrali, sia maschile sia femminile. Questo video è andato in onda soprattutto su MTV, anche se in alcune fasce orarie ne veniva mandata in onda una versione censurata, con dei pixel che oscuravano le parti intime degli attori.
Il brano è tornato prepotentemente alla ribalta nel 2002 durante l'utilizzo nella campagna pubblicitaria della Vodafone (tanto da raggiungere la top 5 italiana nel marzo 2002) e poi nel 2006 col mash-up Horny as a Dandy realizzato, a partire dal pezzo, dal DJ tedesco Mousse T..; è stato inoltre utilizzato nello spot della Ford Focus.

## Tracce
1. Bohemian Like You
2. Hells Bells
3. Lance

## Altri utilizzi
Il brano è anche stato utilizzato nel video iniziale e finale del videogioco Le Mans 24 Hours, pubblicato nel 2000 da Infogrames e sviluppato da Eutechnyx, per PlayStation e PC. La canzone è stata spezzata a 3/4 nel video introduttivo, per poi essere ripresa qualche secondo prima nel video finale, quando il giocatore vince la 24 ore di Le Mans. La versione contenuta in questo videogame è differente rispetto a quella contenuta in Thirteen Tales From Urban Bohemia: l'inizio è completamente diverso, ed è suonata in modo diverso, ci sono variazioni nel testo, che è strutturato anche in modo leggermente diverso.
Questo brano fa anche parte della colonna sonora del film a cartoni animati del 2006 realizzato da Aardman Giù per il tubo, e nel film Le riserve del 2000.